# HD6832
HD6832 — подвійна зоря. 
Ця подвійна система має видиму зоряну величину в смузі V приблизно 8,3. Вона розташована на відстані близько 1393,2 світлових років від Сонця.

## Подвійна зоря
Головна зоря цієї системи належить до хімічно пекулярних зір й має спектральний клас B9. В той же час спектральний клас іншої компоненти залишається  ще не визначеним.

## Пекулярний хімічний вміст
Зоряна атмосфера HD6832 має підвищений вміст Mn.